# Seznam enot nepremične kulturne dediščine v Občini Apače
Seznam enot nepremične kulturne dediščine v Občini Apače.

## Seznam
| Slika | Ime                                     | Evidenčna številka | Kraj             | Leto razglasitve | Vrsta spomenika  | Tip spomenika              | Časovna uvrstitev    | Opis |
| ----- | --------------------------------------- | ------------------ | ---------------- | ---------------- | ---------------- | -------------------------- | -------------------- | --- |
|       | Znamenje                                | 24928              | Apače            |                  |                  | sakralna stavbna dediščina | 17. stoletje         | Nadstropno znamenje iz 17. stoletja ima opečno štirikapnico s kamnitim križem. V vseh nišah znamenja so novejše poslikave. Temelji so iz oseškega kamna. |
|       | Cerkev Marijinega vnebovzetja           | 2855               | Apače            | 1991.            | lokalnega pomena | sakralna stavbna dediščina | sredina 15. stoletja | Romanska cerkev iz leta 1517, večkrat je bila predelana. V notranjosti je pretežno baročna oprema, in Marijin kip iz leta 1470. |
|       | Hiša Apače 45                           | 6689               | Apače            | 1991             | lokalnega pomena | profana stavbna dediščina  | sredina 19. stoletja | Nadstropna hiša, okenska profilacija je bogato oblikovana. Primer trške hiše iz sredine 19. stoletja. |
|       | Hiša Apače 6                            | 6688               | Apače            | 1991             | lokalnega pomena | profana stavbna dediščina  | konec 19. stoletja   | Družinska stanovanjska hiša s strmo streho in razgibanimi lesenimi opaži. |
|       | Kužno znamenje ob cesti Apače-Črnci I   | 6715               | Apače            | 1991             | lokalnega pomena | sakralna stavbna dediščina | 17. stoletje         | Znamenje iz 17. stoletja je prvo izmed treh, ki stojijo ob cesti Apače - Črnci. Steber z bazo nosi tabernakljasti nastavek enakega premera kot steber, ki ga krona streha iz 4 stiliziranih listov.                                                                                           |
|       | Stara šola                              | 28124              | Apače            |                  |                  | profana stavbna dediščina  | začetek 20. stoletja | Nadstropna šolska zgradba iz začetka 20. stol. Pokriva jo opečna dvokapnica. Zgradba stoji v Apačah št. 122 |
|       | Vaška kapelica                          | 27493              | Apače            | 1991             | lokalnega pomena | sakralna stavbna dediščina | 19. stoletje         | Kapelica z zvonikom iz 19. stoletja pokriva opečna dvokapnica. Streha na zvoniku je štirikapna, nekoliko zašiljena. Kapelica ima gladko fasado s preprosto profilacijo. |
|       | Vila Apače 4                            | 6687               | Apače            | 1991             | lokalnega pomena | profana stavbna dediščina  | konec 19. stoletja   | Enonadstropna vila z dvoramnim vhodnim stopniščem iz konca 19. stoletja. |
|       | Grad Fridenav                           | 6684               | Črnci            | 1991             | lokalnega pomena | profana stavbna dediščina  | 17. stoletje         | Enonadstropen, kasneje večkrat predelan dvorec. Stoji sredi parka, obzidanega z ograjo. Za dvorcem je manjše dvorišče z vrtnimi paviljoni in ostanki parterjev. |
|       | Kužno znamenje ob cesti Apače-Črnci II  | 6716               | Črnci            | 1991             | lokalnega pomena | sakralna stavbna dediščina | 17. stoletje         | Znamenje iz 17. stoletja je drugo izmed treh, ki stojijo ob cesti Apače - Črnci. Steber z bazo nosi tabernakljasti nastavek enakega premera kot steber, ki ga krona streha iz štirih stiliziranih listov.                                                                                     |
|       | Kužno znamenje ob cesti Apače-Črnci III | 6717               | Črnci            | 1991             | lokalnega pomena | sakralna stavbna dediščina | 17. stoletje         | Znamenje iz 17. stoletja je tretje izmed treh ob cesti Apače-Črnci. Očitno so z njimi povezovali graščino v Črncih z župnijsko cerkvijo v Apačah. Dr. Zadnikar domneva, da gre za križev pot.                                                                                                 |
|       | Rimskodobni nagrobnik                   | 6682               | Črnci            | 1991             | lokalnega pomena | arheološka dediščina       | rimska doba          | Del rimskega nagrobnika - medaljon z oprsjem dveh oseb v reliefu. |
|       | Vaška kapelica                          | 27495              | Črnci            |                  |                  | sakralna stavbna dediščina | konec 19. stoletja   | Kapelica z zvonikom je bila zgrajena na prelomu 19. in 20. stoletja. V pritličnem delu zvonika so v stranskih nišah novejše poslikave. Kapelica stoji nasproti hiše Črnci št. 22. |
|       | Trikotno znamenje                       | 6717               | Drobtinci        |                  |                  | sakralna stavbna dediščina | 19. stoletje         | Trikotno znamenje iz 19. stoletja. Pokriva ga opečna streha. V nišah so novejše poslikave. |
|       | Vaška kapela                            | 27497              | Drobtinci        |                  |                  | sakralna stavbna dediščina | konec 19. stoletja   | Kapela z zvonikom s konca 19. stoletja. Kapela stoji v bližini hiše Drobtinci št. 11. |
|       | Znamenje                                | 28317              | Drobtinci        |                  |                  | sakralna stavbna dediščina | začetek 19. stoletja | Znamenje s štirimi nišami, v katerih so novejše poslikave. Pokrito je z dvokapno betonsko streho, postavljeno je bilo v prvi polovici 19. stoletja. Znamenje stoji ob hiši Drobtinci št. 13.                                                                                                  |
|       | Domačija Grin                           | 18049              | Janhova          |                  |                  | profana stavbna dediščina  | začetek 20. stoletja | Domačija iz začetka 20. stoletja tvori hiša, hlev, skedenj, zrnsko klet, drvarnica, kapelica in klet. Domačija stoji v Janhovi št. 8. |
|       | Gomilno grobišče                        | 6676               | Janhova          | 1991             | lokalnega pomena | arheološka dediščina       | rimska doba          | Dve nepoškodovani gomili, ki sta časovno neopredeljivi. Gomili imata premer 15 m, višini pa 0,4 in 1,7 m. |
|       | Vinkbauerjeva kapelica                  | 27500              | Janhova          |                  |                  | sakralna stavbna dediščina | začetek 20. stoletja | Kapelica zaprtega tipa je bila zgrajena ob koncu prve svetovne vojne. Pokriva jo opečna dvokapnica. Kovana vrata zapirajo edino odprtino, ki sega do temeljnega zidca. V kapelici je novejša poslikava. Kapelica stoji nasproti hiše Janhova št. 6a.                                          |
|       | Vaška kapela                            | 29497              | Lutverci         |                  |                  | sakralna stavbna dediščina | začetek 20. stoletja | Vaška kapela z zvonikom nad vhodnim delom, z dvokapno streho z opečno kritino, zvonik je krit s pločevinasto streho. Postavljena je bila na začetku 20. stoletja. Obnovljena 2008. Kapelica stoji v bližini hiše Lutverci št. 31.                                                             |
|       | Adančeva kapelica                       | 27501              | Nasova           |                  |                  | sakralna stavbna dediščina | sredina 20. stoletja | Kapelica z zvonikom je bila postavljena leta 1947. Pokriva jo opečna dvokapnica. Ima manjši lesen zvonik z dekorirano pločevinasto streho. Na stranskih fasadah so manjša neogotska okna. |
|       | Domačija Methans                        | 18048              | Nasova           |                  |                  | profana stavbna dediščina  | konec 19. stoletja   | Domačija s preloma 19. in 20. stoletja tvori hiša, hlev s skednjem, zrnska klet in klet s prešo za sadje. Vse zgradbe pokriva dvokapnica z opečno streho. Domačija stoji v Nasovi št. 41. |
|       | Vaška kapela                            | 28163              | Nasova           |                  |                  | sakralna stavbna dediščina | konec 17. stoletja   | Prvotni križi, postavljeni 1683, so bili 1928 obzidani v kapelo s strešnim zvonikom. Kapela je odprta na sprednji strani ter obdana z ograjo. Trikotni zaključek na čelu je podprt s stebroma. Poslikave so novejše, nastale so v času obnove 2000. Kapela stoji nasproti hiše Lešane št. 16. |
|       | Viničarija Novi Vrh 7                   | 28162              | Novi Vrh         |                  |                  | profana stavbna dediščina  | začetek 19. stoletja | Pritlična hiša je grajena v leseni kladni konstrukciji in ometana s prebeljenim ilovnatim ometom. Prekriva jo čokata slamnata dvokapnica z delnim čopom. Stavbno pohištvo je izdelano po vzoru starejšega. Ob njej je manjše leseno gospodarsko poslopje.                                     |
|       | Zidanica Novi Vrh 6                     | 28161              | Novi Vrh         |                  |                  | profana stavbna dediščina  | začetek 19. stoletja | Nekdanja meščanska zidanica z viničarijo in prešo. Vsi trije objekti se med seboj dotikajo. Pokrivajo jih opečne dvokapnice. Zraven je delno leseno, delno zidano poslopje. |
|       | Kužno znamenje                          | 28170              | Plitvica         |                  |                  | sakralna stavbna dediščina | sredina 17. stoletja | Kamnito stebrno znamenje nosi nad opečnim profiliranim vencem iz opeke zidan tabernaklast nastavek z nišami in štirikapno streho. Na kamnitem stebru je letnica 1669 in ime Matihias Spinitler, nad njim je poglobljena niša z reliefom Križanega.                                            |
|       | Vaška kapela                            | 28314              | Plitvica         |                  |                  | sakralna stavbna dediščina | začetek 20. stoletja | Kapelica z zvonikom na dvokapni strehi ima šilastoločne odprtine, vhod zaprt z mrežastimi vrati. Zgrajena je bila leta 1930 in je posvečena pogrešanim vojakom iz prve svetovne vojne iz območja Plitvic.                                                                                     |
|       | Rimsko gomilno grobišče                 | 6680               | Plitvica         | 1991             | lokalnega pomena | arheološka dediščina       | rimska doba          | Dve skupini 11. rimskodobnih gomil, ki so na površini prekopane. Gomile so visoke od 0,5 do 1,5 m, s premerom od 5,5 do 11 m. |
|       | Kip sv. Pavla                           | 6722               | Podgorje         | 1991             | lokalnega pomena | sakralna stavbna dediščina | 17. stoletje         | Kip sv. Pavla v naravni velikosti stoji na krogli na kamnitem pravokotnem podstavku iz 17. stoletja. Kip stoji med hišama Podgorje 4 in 5. |
|       | Znamenje                                | 7611               | Podgorje         | 1991             | lokalnega pomena | sakralna stavbna dediščina | konec 17. stoletja   | Kamnito stebrasto znamenje iz leta 1682 z manjšim kovanim križem na strehi. |
|       | Zvonik znamenje                         | 6721               | Podgorje         | 1991             | lokalnega pomena | sakralna stavbna dediščina | konec 17. stoletja   | Znamenje je zidano v dveh nadstropjih, v pritličju ima niše s freskami in v nadstropju sončno uro z letnico 1867. |
|       | Znamenje                                | 27510              | Segovci          |                  |                  | sakralna stavbna dediščina | 16. stoletje         | Nadstropno znamenje, spodnji del je kamnitim z nišami, iz 16. stoletja, zgornji del je iz 19. stoletja. |
|       | Hiša Stogovci 52                        | 18375              | Stogovci         |                  |                  | profana stavbna dediščina  | 19. stoletje         | Pritlična, nepodkletena, cimprana hiša je iz 19. stoletja v njej je ohranjeno stavbno pohištvo. Pokriva jo opečna dvokapnica. |
|       | Vaška kapela                            | 28165              | Stogovci         |                  |                  | sakralna stavbna dediščina | začetek 20.stoletja  | Zidana kapela z zvonikom je iz začetka 20. stoletja, pokrita je z opečno kritino. Kapela stoji ob hiši Stogovci št. 41. |
|       | Villa rustica                           | 6679               | Stogovci         | 1991             | lokalnega pomena | arheološka dediščina       | rimska doba          | Ostanki temeljev rimskih stavb (villa rustica), ki imajo tlake, mozaike in keramiko. Po tradiciji naj bi bilo tam staro mesto. |
|       | Znamenje                                | 27516              | Stogovci         |                  |                  | sakralna stavbna dediščina | 19. stoletje         | Zidano znamenje iz 19. stoletja s poslikano nišo, na stranskih stenah so štirikotne niše z novejšimi poslikavami. Pokriva ga opečna dvokapnica. Znamenje stoji v bližini hiše Stogovci št. 14.                                                                                                |
|       | Domačija Kukovec                        | 28125              | Vratja vas       |                  |                  | profana stavbna dediščina  | konec 19. stoletja   | Domačija s konca 19. stoletja obsega stanovanjsko hišo in gospodarska poslopja. Vse stavbe so pokrite z opečno kritino. V delu gospodarskega poslopja za hišo je ohranjen golobnjak. Domačija stoji v Vratji vasi št. 9.                                                                      |
|       | Domačija Vnuk                           | 28171              | Vratja vas       |                  |                  | profana stavbna dediščina  | začetek 19. stoletja | Pritlična zidana hiša s prizidano prešo v obliki črke L. V veliki sobi z lončeno pečjo je tramovni strop z letnico 1826. Hiša je delno podkletena. Domačija stoji v Vratji vasi št. 15. |
|       | Režonjeva hiša                          | 28126              | Vratja vas       |                  |                  | profana stavbna dediščina  | sredina 19. stoletja | Pritlična hiša je bila zgrajena leta 1842, pokrita je z opečno kritino. Stavbno pohištvo je v celoti ohranjeno. V obokani kleti je ohranjen kamniti tlak. Hiša stoji v Vratji vasi št. 21. |
|       | Trgovina Satler                         | 28127              | Vratja vas       |                  |                  | profana stavbna dediščina  | konec 19. stoletja   | Pritlična hiša iz konca 19. stol., s prizidano trgovino v 40-ih letih 20. stoletja, pokrita je z opečno kritino. Vse stavbno pohištvo je v celoti ohranjeno. Zgradba stoji v Vratji vasi št. 20.                                                                                              |
|       | Znamenje zvonik                         | 6724               | Vratja vas       |                  |                  | sakralna stavbna dediščina | konec 19. stoletja   | Trinadstropno znamenje iz konca 19. stoletja je zidano, proti vrhu se stopničasto manjša. Spodnji dve etaži imata niše. |
|       | Vezjakova klet                          | 28128              | Zgornje Konjišče |                  |                  | profana stavbna dediščina  | sredina 19. stoletja | Pritlično gospodarsko poslopje iz leta 1870, pokriva opečna kritina. Grajena je delno iz kamna in delno iz opeke. |
|       | Hiša Žepovci 26                         | 6737               | Žepovci          | 1991             | lokalnega pomena | profana stavbna dediščina  | sredina 19. stoletja | Pritlična, zidana, delno podkletena stanovanjska hiša, prekrita z opečno kritino. Zgradba je iz druge polovice 19. stoletja. |
|       | Kužno znamenje                          | 6725               | Žepovci          | 1991             | lokalnega pomena | sakralna stavbna dediščina | začetek 17. stoletja | Kužno znamenje iz leta 1609, stebrasto kamnito znamenje ima na vrhu piramidast križ. |
|       | Vas Žepovci                             | 28167              | Žepovci          |                  |                  | naselbinska dediščina      | sredina 13. stoletja | Vas s kmečkimi domovi in z drugimi stavbami razporejenimi okoli osrednjega prostora (gmajne), kjer so bili nekdaj skupni vaški pašniki in mlake za napajanje živine oziroma zbiranje ilovice. Kraj je prvič omenjen v urbarju Otokarja II (1265 - 1267).                                      |
|       | Vaška kapela                            | 28318              | Žepovci          | 1991             | lokalnega pomena | sakralna stavbna dediščina | sredina 19. stoletja | Kapela je posvečena Mariji, nad vhodom je zvonik. Zgrajena je bila v drugi polovici 19. stoletja, zvonik je bil prezidan. V čelni niši vhodne fasade je kip sv. Florijana. |
|       | Vaška kapelica                          | 27518              | Žiberci          |                  |                  | sakralna stavbna dediščina | konec 19. stoletja   | Kapelica zaprtega tipa je pokrita z opečno kritino. V notranjosti je kip vklenjenega Kristusa. Zgrajena je bila konec 19. stoletja. |
|       | Zvonik znamenje                         | 6726               | Žiberci          | 1991             | lokalnega pomena | sakralna stavbna dediščina | 19. stoletje         | Zvonik-znamenje iz 19. stoletja ima v pritličju na eni strani veliko nišo in na drugi dostop do zvona. V nadstropju sta manjši niši. |